# Провинциально управляемые племенные территории
Провинциально управляемые племенные территории (англ. Provincially Administered Tribal Areas) — одно из пакистанских административно-территориальных подразделений, указанное в статье 246 (б) Конституции Пакистана. Законы издаваемые в провинциальной ассамблеи Хайбер-Пахтунхвы не могут быть применены к PATA, только губернатор соответствующей провинции и президент Пакистана могут регулировать жизнь этой территории.
Провинциально управляемые племенные территории, как это определено в Конституции, включают в себя четыре бывших княжества, а также несколько племенных территорий в округах:
В Хайбер-Пахтунхвае:
- Читрал
- Верхний Дир и Нижний Дир
- Сват
- Кохистан
- Малаканд
- Маншехра

В Белуджистане:
- Жоб
- Лоралай
- Чагай
- Сиби
- Дера-Бугти